# Venceslau Brás
Venceslau Brás Pereira Gomes ([vẽȷ̃sɪzˈlaʊ̯ ˈbɾas peˈɾejɾɐ ˈɡõmɪs]; 26. února 1868 Brasópolis – 15. května 1966 Itajubá) byl brazilský politik, devátý prezident své země v letech 1914 až 1918. První vysokou funkci získal roku 1909, kdy se stal guvernérem státu Minas Gerais. Roku 1910 byl zvolen viceprezidentem Hermese Rodriguese da Fonsecy. Roku 1914 byl sám zvolen prezidentem. Jeho vláda v říjnu 1917 vyhlásila válku centrálním mocnostem, a vstoupila tak do první světové války. Brás se dožil ze všech brazilských prezidentů nejvyššího věku, 98 let.